# Institut espagnol de Saint François-Xavier pour les missions étrangères
L'institut espagnol de Saint François-Xavier pour les missions étrangères (en latin Institutum hispanicum Sancti Francisci Xaverii pro missionibus exteris) est une société de vie apostolique masculine et missionnaire de droit pontifical.

## Histoire
L'institut est issu du collège ecclésiastique d'outre-mer et propaganda fide, un séminaire de formation du clergé missionnaire inspiré de celui de la société des missions étrangères de Paris, fondé le 1er octobre 1899 à Burgos par le prêtre espagnol Gérard Villota y Urroz (1839-1906).
Le pape Benoît XV qui avait eu l'occasion de connaître l'œuvre lorsqu'il était secrétaire du nonce apostolique en Espagne, encourage l'initiative le 30 avril 1919 par la lettre apostolique Quum te ex urgellens,.
Juan Benlloch y Vivo, archevêque de Burgos, publie le décret qui fonde l'institut le 3 décembre 1920; les constitutions de la société, inspirées de celles de la société des missions étrangères de Paris et de l'institut pontifical pour les missions étrangères, sont approuvées par le Saint-Siège le 13 novembre 1949.

## Activités et diffusion
Ils se consacrent principalement à l'œuvre missionnaire. L'institut dépend de la congrégation pour l'évangélisation des peuples.
Ils sont présents en: 
- Europe : Espagne.
- Amérique : Brésil, Colombie, Costa Rica, Cuba, République Dominicaine, Guatemala, Nicaragua, Pérou
- Afrique : Mozambique, Togo, Zambie, Zimbabwe.
- Asie : Japon, Thaïlande.

Au 2 octobre 2020, l'institut comptait 113 prêtres.